# Paracytherideidae
Paracytherideidae is een familie van kreeftachtigen uit de klasse van de Ostracoda (mosselkreeftjes).

## Geslachten
- Paracytheridea Mueller, 1894
- Paranotacythere Bassiouni, 1974 †
- Pedellacythere Gruendel, 1975 †
- Proparacytheridea Purper, 1979 †
- Tuberculocythere Colalongo & Pasini, 1980 †